# Lista chorążych reprezentacji Wysp Salomona na igrzyskach olimpijskich
Lista chorążych reprezentacji Wysp Salomona na igrzyskach olimpijskich – lista zawodników i zawodniczek reprezentacji Wysp Salomona, którzy podczas ceremonii otwarcia nowożytnych igrzysk olimpijskich nieśli flagę Wysp Salomona.

## Chronologiczna lista chorążych
| Lp. | Rok i miejsce        | Chorąży         | Dyscyplina           |
| --- | -------------------- | --------------- | -------------------- |
| 1   | 1984, Los Angeles    | Tommy Bauro     | Boks                 |
| 2   | 1988, Seul           | Gustave Mansad  | działacz             |
| 3   | 1992, Barcelona      | b.d.            |                      |
| 4   | 1996, Atlanta        | Joseph Onika    | Lekkoatletyka        |
| 5   | 2000, Sydney         | Primo Higa      | Lekkoatletyka        |
| 6   | 2004, Ateny          | Francis Manioru | Lekkoatletyka        |
| 7   | 2008, Pekin          | Wendy Hale      | Podnoszenie ciężarów |
| 8   | 2012, Londyn         | Jenly Wini      | Podnoszenie ciężarów |
| 9   | 2016, Rio de Janeiro | Jenly Wini      | Podnoszenie ciężarów |
| 10  | 2020, Tokio          | Sharon Firisua  | Lekkoatletyka        |
| 10  | 2020, Tokio          | Edgar Iro       | Pływanie             |